# Svetlana Janotová
Svetlana Janotová (rozená Slováková, * 21. září 1986 Nitra) je slovenská divadelní herečka. Jejím manželem je herec Lukáš Janota.

## Život
Pochází z herecké rodiny. Dětství prožila v Bratislavě. Roku 2009 vystudovala muzikálové herectví na Divadelní fakultě Janáčkovy akademie múzických umění v Brně. Od 1. června 2009 je členkou souboru Městského divadla Brno. V sezóně 2012/2013 získala ocenění diváků jako nejlepší herečka v anketě Křídla a také zabodovala v anketě portálu i-divadlo.cz. Jako první muzikálová herečka byla nominována na Cenu Alfréda Radoka za Ženský herecký výkon v sezoně 2013 za roli Alexandry Owensové v muzikálu Flashdance.

## Role vMěstském divadle Brno
- Sněhurka – Sněhurka a sedm trpaslíků
- Velma Kellyová – Chicago
- Chiffon – Kvítek z horrroru
- Ráchel – Dokonalá svatba
- Inez – Zorro
- Company – Jekyll a Hyde
- Bombalerína – Kočky
- Porcie – Benátský kupec
- Olga – Sugar! (Někdo to rád horké)
- Soňa – Strýček Váňa
- Jana – Papežka
- Isabela/Elvíra – Don Juan
- Alex – Flashdance
- Vivian – Pretty Woman
- Eliška – Devět křížů
- Žena 2/Babička Ida/Lauren/Facebook/Žena s megafonem 2/Aaronova matka – První rande
- Paní Wormwoodová – Matilda
- Flic Willisová – Ti druzí
- Morticia Addamsová – The Addams Family